# مارتوفلو
مارتوفلو (ایتالیایی: Martufello؛ زادهٔ ۲۱ دسامبر ۱۹۵۱) بازیگر، کمدین و هنرمند کاباره اهل ایتالیا است.
از فیلم‌ها یا برنامه‌های تلویزیونی که وی در آن نقش داشته است، می‌توان به سلام مریخی، یک ماجرای ایدئال، سفیدبرفی و همراهان و آفرین به فک اشاره کرد.